# همينغوي (كارولاينا الجنوبية)
همينغوي (بالإنجليزية: Hemingway, South Carolina)‏ هي بلدة أمريكية تقع في الولايات المتحدة في مقاطعة ويليامسبورغ. يقدر عدد سكانها بـ 573 نسمة حسب احصاء 2000م ومساحتها 2.3 كم2 وترتفع عن سطح البحر 16 متر.

## التركيبة السكانية
حدّد مكتب تعداد الولايات المتحدة بيانات التركيبة السكانية لهمينغوي في تعداد الولايات المتحدة. في ما يلي، التركيبة السكانية حسب تعدادي 2000 و2010.

### تعداد عام 2000
بلغ عدد سكان همينغوي 573 نسمة بحسب تعداد عام 2000، وبلغ عدد الأسر 259 أسرة وعدد العائلات 182 عائلة مقيمة في البلدة. في حين سجلت الكثافة السكانية 255.8 نسمة لكل كيلومتر مربع (662.5/ميل2). وبلغ عدد الوحدات السكنية 278 وحدة بمتوسط كثافة قدره 124.1 لكل كيلومتر مربع (321.4/ميل2).
وتوزع التركيب العرقي للبلدة بنسبة 80.80% من البيض و18.50% من الأمريكيين الأفارقة و0.35% من الأمريكيين الأصليين و0.17% من الأعراق الأخرى و0.17% من عرقين مختلطين أو أكثر و0.17% من الهسبانيون أو اللاتينيون من أي عرق.
بلغ عدد الأسر 259 أسرة كانت نسبة 28.6% منها لديها أطفال تحت سن الثامنة عشر تعيش معهم، وبلغت نسبة الأزواج القاطنين مع بعضهم البعض 49.4% من أصل المجموع الكلي للأسر، ونسبة 15.8% من الأسر كان لديها معيلات من الإناث دون وجود شريك، بينما كانت نسبة 5% من الأسر لديها معيلون من الذكور دون وجود شريكة وكانت نسبة 29.7% من غير العائلات. تألفت نسبة 29.3% من أصل جميع الأسر من عدة أفراد يعيشون في نفس المنزل ونسبة 15.4% كانت تتألف من شخص يعيش بمفرده يبلغ من العمر 65 عاماً أو أكثر. وبلغ متوسط حجم الأسرة المعيشية 2.21، أما متوسط حجم العائلات فبلغ 2.71.
بلغ العمر الوسطي للسكان 45.3 عاماً. وكانت نسبة 22.3% من القاطنين تحت سن الثامنة عشر، وكانت نسبة 5.9% بين الثامنة عشر والرابعة والعشرين عاماً، ونسبة 21.3% كانت واقعةً في الفئة العمرية ما بين الخامسة والعشرين والرابعة والأربعين عاماً، ونسبة 26.7% كانت ما بين الخامسة والأربعين والرابعة والستين، ونسبة 23.7% كانت ضمن فئة الخامسة والستين عاماً فما فوق. يوجد لكل 100 أنثى 82.5 ذكر، ويوجد لكل 100 أنثى في الثامنة عشر من عمرها فما فوق 75.2 ذكر.
بلغ متوسط دخل الأسرة في البلدة 28,250 دولارًا، أما متوسط دخل العائلة فبلغ 50,179 دولارًا. وكان متوسط دخل الذكور 28,125 دولارًا مقابل 20,987 دولارًا للإناث. وسجل دخل الفرد الخاص بالبلدة 17,888 دولارًا. وكانت نسبة 9.9% من العائلات ونسبة 13.1% من السكان تحت خط الفقر، وكان من هؤلاء نسبة 18.2% تحت سن الثامنة عشر ونسبة 15.6% في الخامسة والستين من العمر وما فوق.

### تعداد عام 2010
بلغ عدد سكان همينغوي 459 نسمة بحسب تعداد عام 2010، وبلغ عدد الأسر 202 أسرة وعدد العائلات 138 عائلة مقيمة في البلدة. في حين سجلت الكثافة السكانية 204.9 نسمة لكل كيلومتر مربع (530.7/ميل2). وبلغ عدد الوحدات السكنية 233 وحدة بمتوسط كثافة قدره 104 لكل كيلومتر مربع (269.4/ميل2).
وتوزع التركيب العرقي للبلدة بنسبة 57.73% من البيض و34.64% من الأمريكيين الأفارقة و1.74% من الأمريكيين ذوي الأصول الآسيوية و3.70% من الأعراق الأخرى و2.18% من عرقين مختلطين أو أكثر و7.19% من الهسبانيون أو اللاتينيون من أي عرق.
بلغ عدد الأسر 202 أسرة كانت نسبة 27.7% منها لديها أطفال تحت سن الثامنة عشر تعيش معهم، وبلغت نسبة الأزواج القاطنين مع بعضهم البعض 42.1% من أصل المجموع الكلي للأسر، ونسبة 19.8% من الأسر كان لديها معيلات من الإناث دون وجود شريك، بينما كانت نسبة 6.4% من الأسر لديها معيلون من الذكور دون وجود شريكة وكانت نسبة 31.7% من غير العائلات. تألفت نسبة 29.2% من أصل جميع الأسر من عدة أفراد يعيشون في نفس المنزل ونسبة 15.8% كانت تتألف من شخص يعيش بمفرده يبلغ من العمر 65 عاماً أو أكثر. وبلغ متوسط حجم الأسرة المعيشية 2.27، أما متوسط حجم العائلات فبلغ 2.75.
بلغ العمر الوسطي للسكان 47.1 عاماً. وكانت نسبة 20.3% من القاطنين تحت سن الثامنة عشر، وكانت نسبة 5% بين الثامنة عشر والرابعة والعشرين عاماً، ونسبة 22.4% كانت واقعةً في الفئة العمرية ما بين الخامسة والعشرين والرابعة والأربعين عاماً، ونسبة 29.8% كانت ما بين الخامسة والأربعين والرابعة والستين، ونسبة 22.4% كانت ضمن فئة الخامسة والستين عاماً فما فوق. وتوزع التركيب الجنسي للسكان بنسبة 44.7% ذكور و55.3% إناث.